# Trahison de Geertruidenberg
Guerre de Quatre-Vingts Ans et  guerre anglo-espagnole
La trahison de Geertruidenberg est un évènement militaire s'étant déroulé le 10 avril 1589 à Mont-Sainte-Gertrude (néerlandais : Geertruidenberg) dans le cadre de la guerre de Quatre-Vingts Ans et de la guerre anglo-espagnole,.

## Les évènements
En cette année 1589, l'armée anglaise commandée par le gouverneur John Wingfield tient la ville de Geertruidenberg dans les Pays-Bas espagnols, avec le support de quelques troupes néerlandaises.
Début avril 1589 alors que leurs paies n'ont pas été versées, les soldats anglais se mutinent sur fond de rumeur prêtant à Wingfield l'intention de livrer (ou de vendre) la ville aux Espagnols. Les États généraux et Prince Maurice de Nassau, allié des anglais, s'insurge et accuse Wingfield de trahison ce dont ce dernier se défend.
Néanmoins le 10 avril 1589, Wingfield livre bien la ville à l'armée des Flandres commandée par Alexandre Farnèse, gouverneur-général des Pays-Bas espagnols,
Geertruidenberg se reprise par les forces anglo-néerlandaise en juin 1593 sous le commandement de Maurice de Nassau et de Francis Vere

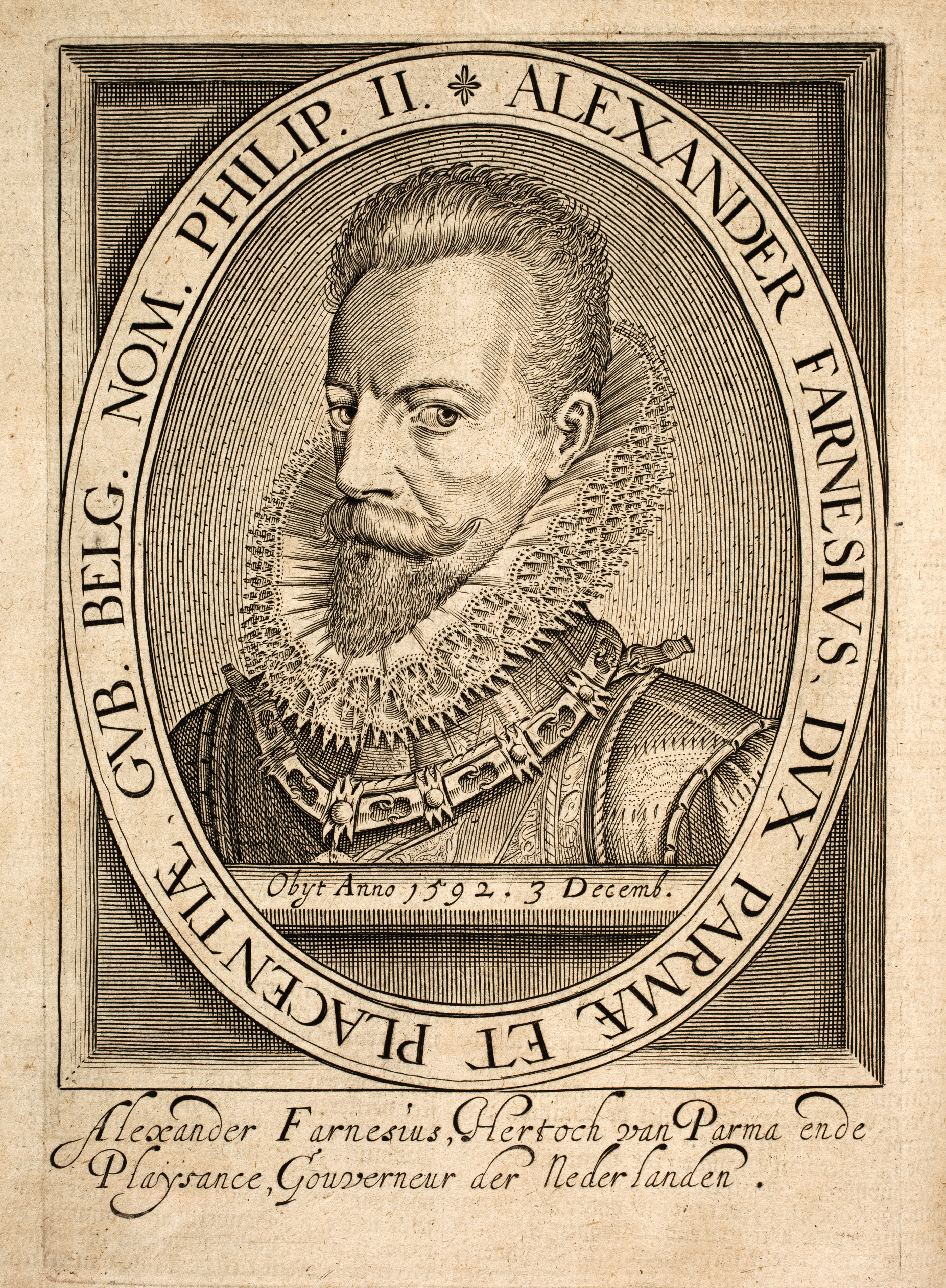
Gravure de Alexandre Farnèse par